# BWF Super Series Finale 2011
Das BWF Super Series Finale 2011 war das abschließende Turnier der BWF Super Series 2011 im Badminton. Es fand in Lizhou, Volksrepublik China, vom 14. bis 18. Dezember 2011 statt. Das Preisgeld betrug 500.000 US-Dollar.

## Sieger und Platzierte
| Disziplin    | Gold                         | Silber                   | Bronze                                      |
| ------------ | ---------------------------- | ------------------------ | ------------------------------------------- |
| Herreneinzel | Lin Dan                      | Chen Long                | Lee Chong Wei                               |
| Herreneinzel | Lin Dan                      | Chen Long                | Peter Gade                                  |
| Dameneinzel  | Wang Yihan                   | Saina Nehwal             | Wang Xin                                    |
| Dameneinzel  | Wang Yihan                   | Saina Nehwal             | Tine Baun                                   |
| Herrendoppel | Mathias Boe Carsten Mogensen | Guo Zhendong Chai Biao   | Ko Sung-hyun Yoo Yeon-seong                 |
| Herrendoppel | Mathias Boe Carsten Mogensen | Guo Zhendong Chai Biao   | Jung Jae-sung Lee Yong-dae                  |
| Damendoppel  | Wang Xiaoli Yu Yang          | Ha Jung-eun Kim Min-jung | Christinna Pedersen Kamilla Rytter Juhl     |
| Damendoppel  | Wang Xiaoli Yu Yang          | Ha Jung-eun Kim Min-jung | Tian Qing Zhao Yunlei                       |
| Mixed        | Zhang Nan Zhao Yunlei        | Xu Chen Ma Jin           | Shintaro Ikeda Reiko Shiota                 |
| Mixed        | Zhang Nan Zhao Yunlei        | Xu Chen Ma Jin           | Joachim Fischer Nielsen Christinna Pedersen |

## Austragungsort
- Lizhou, Li Ning Gymnasium

## Spielplan
| Tag    | Datum             | Zeit          | Nr.          |
| ------ | ----------------- | ------------- | ------------ |
| 1. Tag | 14. Dezember 2011 | 11:00 / 18:00 | Gruppenphase |
| 2. Tag | 15. Dezember 2011 | 11:00 / 18:00 | Gruppenphase |
| 3. Tag | 16. Dezember 2011 | 11:00 / 18:00 | Gruppenphase |
| 4. Tag | 17. Dezember 2011 | 11:00 / 18:00 | Gruppenphase |
| 5. Tag | 18. Dezember 2011 | 13:00         | Endrunde     |

## Preisgeldverteilung
| Disziplin                      | Runde   | Runde    | Runde        | Runde          | Runde          |
| Disziplin                      | Sieger  | Finalist | Halbfinalist | Gruppendritter | Gruppenvierter |
| ------------------------------ | ------- | -------- | ------------ | -------------- | -------------- |
| Herreneinzel Dameneinzel       | $40,000 | $20,000  | $10,000      | $5,500         | $3,000         |
| Herrendoppel Damendoppel Mixed | $42,000 | $20,000  | $10,000      | $6,500         | $3,500         |

## Setzliste
| 1 | Lee Chong Wei  | 1  | Wang Yihan     | 1  |
| 2 | Chen Long      | 2  | Wang Xin       | 2  |
| 3 | Lin Dan        | 3  | Juliane Schenk | 4  |
| 4 | Peter Gade     | 4  | Saina Nehwal   | 5  |
| 5 | Kenichi Tago   | 6  | Tine Baun      | 6  |
| 6 | Sho Sasaki     | 8  | Sayaka Sato    | 7  |
| 7 | Taufik Hidayat | 9  | Sung Ji-hyun   | 8  |
| 8 | Simon Santoso  | 10 | Bae Yeon-ju    | 10 |

| 1 | Cai Yun Fu Haifeng                  | 1 | Wang Xiaoli Yu Yang                     | 1  | Zhang Nan Zhao Yunlei                       | 1 |
| 2 | Jung Jae-sung Lee Yong-dae          | 2 | Tian Qing Zhao Yunlei                   | 2  | Joachim Fischer Nielsen Christinna Pedersen | 2 |
| 3 | Mathias Boe Carsten Mogensen        | 3 | Mizuki Fujii Reika Kakiiwa              | 3  | Xu Chen Ma Jin                              | 3 |
| 4 | Ko Sung-hyun Yoo Yeon-seong         | 4 | Ha Jung-eun Kim Min-jung                | 4  | Chen Hung-ling Cheng Wen-hsing              | 4 |
| 5 | Koo Kien Keat Tan Boon Heong        | 5 | Shizuka Matsuo Mami Naito               | 5  | Tontowi Ahmad Liliyana Natsir               | 5 |
| 6 | Guo Zhendong Chai Biao              | 6 | Cheng Wen-hsing Chien Yu-chin           | 6  | Sudket Prapakamol Saralee Thungthongkam     | 6 |
| 7 | Hirokatsu Hashimoto Noriyasu Hirata | 7 | Christinna Pedersen Kamilla Rytter Juhl | 9  | Robert Blair Gabrielle White                | 7 |
| 8 | Mohammad Ahsan Bona Septano         | 8 | Poon Lok Yan Tse Ying Suet              | 10 | Shintaro Ikeda Reiko Shiota                 | 8 |

## Ergebnisse

### Herreneinzel

#### Gruppe 1
| Platz | Name          | Spiele | Spielverh. | Satzverh. | Ballverh. | Endrunde |
| ----- | ------------- | ------ | ---------- | --------- | --------- | -------- |
| 1     | Lee Chong Wei | 3      | 3 - 0      | 6 - 1     | 147 - 105 | ja       |
| 2     | Peter Gade    | 3      | 2 - 1      | 4 - 2     | 120 - 101 | ja       |
| 3     | Sho Sasaki    | 3      | 1 - 2      | 3 - 4     | 122 - 142 |          |
| 4     | Simon Santoso | 3      | 0 - 3      | 0 - 6     | 87 - 128  |          |

Ergebnisse
| Datum             | Nr. |               | Ergebnis                    |               |
| ----------------- | --- | ------------- | --------------------------- | ------------- |
| 14. Dezember 2011 | 1   | Peter Gade    | 2 : 0 (21-13, 21-9)         | Simon Santoso |
| 14. Dezember 2011 | 2   | Lee Chong Wei | 2 : 1 (21-11, 18-21, 21-12) | Sho Sasaki    |
| 15. Dezember 2011 | 3   | Lee Chong Wei | 2 : 0 (21-10, 21-15)        | Simon Santoso |
| 15. Dezember 2011 | 4   | Peter Gade    | 2 : 0 (21-15, 21-19)        | Sho Sasaki    |
| 16. Dezember 2011 | 5   | Sho Sasaki    | 2 : 0 (21-19, 23-21)        | Simon Santoso |
| 16. Dezember 2011 | 6   | Lee Chong Wei | 2 : 0 (24-22, 21-14)        | Peter Gade    |

#### Gruppe 2
| Platz | Name           | Spiele | Spielverh. | Satzverh. | Ballverh. | Endrunde |
| ----- | -------------- | ------ | ---------- | --------- | --------- | -------- |
| 1     | Lin Dan        | 3      | 3 - 0      | 6 - 1     | 145 - 108 | ja       |
| 2     | Chen Long      | 3      | 2 - 1      | 5 - 3     | 149 - 133 | ja       |
| 3     | Kenichi Tago   | 3      | 1 - 2      | 3 - 5     | 137 - 143 |          |
| 4     | Taufik Hidayat | 3      | 0 - 3      | 1 - 6     | 98 - 145  |          |

Ergebnisse
| Datum             | Nr. |                | Ergebnis                    |                |
| ----------------- | --- | -------------- | --------------------------- | -------------- |
| 14. Dezember 2011 | 1   | Chen Long      | 1 : 2 (15-21, 21-19, 17-21) | Lin Dan        |
| 14. Dezember 2011 | 2   | Taufik Hidayat | 1 : 2 (21-19, 19-21, 7-21)  | Kenichi Tago   |
| 15. Dezember 2011 | 3   | Chen Long      | 2 : 1 (12-21, 21-18, 21-13) | Kenichi Tago   |
| 15. Dezember 2011 | 4   | Lin Dan        | 2 : 0 (21-12, 21-19)        | Taufik Hidayat |
| 16. Dezember 2011 | 5   | Chen Long      | 2 : 0 (21-13, 21-7)         | Taufik Hidayat |
| 16. Dezember 2011 | 6   | Lin Dan        | 2 : 0 (21-13, 21-11)        | Kenichi Tago   |

#### Endrunde
|  | Halbfinale | Halbfinale    | Halbfinale | Halbfinale | Halbfinale |  |  | Finale | Finale    | Finale | Finale | Finale |
|  |            |               |            |            |            |  |  |        |           |        |        |        |
|  |            |               |            |            |            |  |  |        |           |        |        |        |
|  | 1          | Lee Chong Wei | 16         | 21         | 18         |  |  |        |           |        |        |        |
|  | 2          | Chen Long     | 21         | 16         | 21         |  |  |        |           |        |        |        |
|  |            |               |            |            |            |  |  | 2      | Chen Long | 12     | 16     |        |
|  |            |               |            |            |            |  |  | 3      | Lin Dan   | 21     | 21     |        |
|  | 3          | Lin Dan       | 21         | 21         |            |  |  |        |           |        |        |        |
|  | 4          | Peter Gade    | 12         | 15         |            |  |  |        |           |        |        |        |
|  |            |               |            |            |            |  |  |        |           |        |        |        |

### Dameneinzel

#### Vorrunde
| Platz | Name           | Spiele | Spielverh. | Satzverh. | Ballverh. | Endrunde |
| ----- | -------------- | ------ | ---------- | --------- | --------- | -------- |
| 1     | Wang Yihan     | 3      | 2 - 1      | 5 - 3     | 154 - 130 | ja       |
| 2     | Tine Baun      | 3      | 2 - 1      | 4 - 2     | 112 - 87  | ja       |
| 3     | Sung Ji-hyun   | 3      | 2 - 1      | 4 - 3     | 127 - 144 |          |
| 4     | Juliane Schenk | 3      | 0 - 3      | 1 - 6     | 119 - 148 |          |

Ergebnisse
| Datum             | Nr. |                | Ergebnis                    |                |
| ----------------- | --- | -------------- | --------------------------- | -------------- |
| 14. Dezember 2011 | 1   | Wang Yihan     | 1 : 2 (21-13, 16-21, 19-21) | Sung Ji-hyun   |
| 14. Dezember 2011 | 2   | Juliane Schenk | 0 : 2 (12-21, 11-21)        | Tine Baun      |
| 15. Dezember 2011 | 3   | Wang Yihan     | 2 : 0 (21-10, 21-15)        | Tine Baun      |
| 15. Dezember 2011 | 4   | Juliane Schenk | 0 : 2 (27-29, 19-21)        | Sung Ji-hyun   |
| 16. Dezember 2011 | 5   | Tine Baun      | 2 : 0 (21-13, 21-9)         | Sung Ji-hyun   |
| 16. Dezember 2011 | 6   | Wang Yihan     | 2 : 1 (14-21, 21-14, 21-15) | Juliane Schenk |

#### Gruppe 2
| Platz | Name         | Spiele | Spielverh. | Satzverh. | Ballverh. | Endrunde |
| ----- | ------------ | ------ | ---------- | --------- | --------- | -------- |
| 1     | Saina Nehwal | 3      | 3 - 0      | 6 - 1     | 144 - 115 | ja       |
| 2     | Wang Xin     | 3      | 2 - 1      | 4 - 3     | 134 - 101 | ja       |
| 3     | Sayaka Sato  | 3      | 1 - 2      | 2 - 5     | 105 - 137 |          |
| 4     | Bae Yeon-ju  | 3      | 0 - 3      | 3 - 6     | 144 - 174 |          |

Ergebnisse
| Datum             | Nr. |              | Ergebnis                    |             |
| ----------------- | --- | ------------ | --------------------------- | ----------- |
| 14. Dezember 2011 | 1   | Wang Xin     | 2 : 0 (21-7, 21-9)          | Sayaka Sato |
| 14. Dezember 2011 | 2   | Saina Nehwal | 2 : 1 (21-14, 17-21, 21-14) | Bae Yeon-ju |
| 15. Dezember 2011 | 3   | Wang Xin     | 2 : 1 (21-8, 13-21, 21-13)  | Bae Yeon-ju |
| 15. Dezember 2011 | 4   | Saina Nehwal | 2 : 0 (21-16, 21-13)        | Sayaka Sato |
| 16. Dezember 2011 | 5   | Sayaka Sato  | 2 : 1 (18-21, 21-17, 21-15) | Bae Yeon-ju |
| 16. Dezember 2011 | 6   | Saina Nehwal | 2 : 0 (21-17, 22-20)        | Wang Xin    |

#### Endrunde
|  | Halbfinale | Halbfinale   | Halbfinale | Halbfinale | Halbfinale |  |  | Finale | Finale       | Finale | Finale | Finale |
|  |            |              |            |            |            |  |  |        |              |        |        |        |
|  |            |              |            |            |            |  |  |        |              |        |        |        |
|  | 1          | Wang Yihan   | 21         | 21         |            |  |  |        |              |        |        |        |
|  | 2          | Wang Xin     | 19         | 16         |            |  |  |        |              |        |        |        |
|  |            |              |            |            |            |  |  | 1      | Wang Yihan   | 18     | 21     | 21     |
|  |            |              |            |            |            |  |  | 4      | Saina Nehwal | 21     | 13     | 13     |
|  | 5          | Tine Baun    | 17         | 18         |            |  |  |        |              |        |        |        |
|  | 4          | Saina Nehwal | 21         | 21         |            |  |  |        |              |        |        |        |
|  |            |              |            |            |            |  |  |        |              |        |        |        |

### Herrendoppel

#### Gruppe 1
| Platz | Name                                | Spiele | Spielverh. | Satzverh. | Ballverh. | Endrunde |
| ----- | ----------------------------------- | ------ | ---------- | --------- | --------- | -------- |
| 1     | Ko Sung-hyun Yoo Yeon-seong         | 3      | 2 - 1      | 5 - 2     | 134 - 132 | ja       |
| 2     | Guo Zhendong Chai Biao              | 3      | 2 - 1      | 4 - 3     | 134 - 127 | ja       |
| 3     | Cai Yun Fu Haifeng                  | 3      | 1 - 2      | 3 - 5     | 152 - 147 |          |
| 4     | Hirokatsu Hashimoto Noriyasu Hirata | 3      | 1 - 2      | 3 - 5     | 138 - 152 |          |

Ergebnisse
| Datum             | Nr. |                             | Ergebnis                    |                                     |
| ----------------- | --- | --------------------------- | --------------------------- | ----------------------------------- |
| 14. Dezember 2011 | 1   | Cai Yun Fu Haifeng          | 1 : 2 (15-21, 21-14, 19-21) | Guo Zhendong Chai Biao              |
| 14. Dezember 2011 | 2   | Ko Sung-hyun Yoo Yeon-seong | 1 : 2 (19-21, 21-18, 9-21)  | Hirokatsu Hashimoto Noriyasu Hirata |
| 15. Dezember 2011 | 3   | Cai Yun Fu Haifeng          | 2 : 1 (21-12, 19-21, 21-15) | Hirokatsu Hashimoto Noriyasu Hirata |
| 15. Dezember 2011 | 4   | Ko Sung-hyun Yoo Yeon-seong | 2 : 0 (21-17, 21-19)        | Guo Zhendong Chai Biao              |
| 16. Dezember 2011 | 5   | Cai Yun Fu Haifeng          | 0 : 2 (20-22, 16-21)        | Ko Sung-hyun Yoo Yeon-seong         |
| 16. Dezember 2011 | 6   | Guo Zhendong Chai Biao      | 2 : 0 (21-16, 21-14)        | Hirokatsu Hashimoto Noriyasu Hirata |

#### Gruppe 2
| Platz | Name                         | Spiele | Spielverh. | Satzverh. | Ballverh. | Endrunde |
| ----- | ---------------------------- | ------ | ---------- | --------- | --------- | -------- |
| 1     | Jung Jae-sung Lee Yong-dae   | 3      | 3 - 0      | 6 - 1     | 146 - 119 | ja       |
| 2     | Mathias Boe Carsten Mogensen | 3      | 2 - 1      | 4 - 3     | 130 - 118 | ja       |
| 3     | Mohammad Ahsan Bona Septano  | 3      | 1 - 2      | 3 - 5     | 154 - 158 |          |
| 4     | Koo Kien Keat Tan Boon Heong | 3      | 0 - 3      | 2 - 6     | 128 - 163 |          |

Ergebnisse
| Datum             | Nr. |                              | Ergebnis                    |                              |
| ----------------- | --- | ---------------------------- | --------------------------- | ---------------------------- |
| 14. Dezember 2011 | 1   | Jung Jae-sung Lee Yong-dae   | 2 : 1 (18-21, 21-15, 21-18) | Koo Kien Keat Tan Boon Heong |
| 14. Dezember 2011 | 2   | Mathias Boe Carsten Mogensen | 2 : 1 (21-16, 18-21, 21-19) | Mohammad Ahsan Bona Septano  |
| 15. Dezember 2011 | 3   | Jung Jae-sung Lee Yong-dae   | 2 : 0 (23-21, 21-16)        | Mohammad Ahsan Bona Septano  |
| 15. Dezember 2011 | 4   | Mathias Boe Carsten Mogensen | 2 : 0 (21-14, 21-6)         | Koo Kien Keat Tan Boon Heong |
| 16. Dezember 2011 | 5   | Koo Kien Keat Tan Boon Heong | 1 : 2 (21-19, 19-21, 14-21) | Mohammad Ahsan Bona Septano  |
| 16. Dezember 2011 | 6   | Jung Jae-sung Lee Yong-dae   | 2 : 0 (21-15, 21-13)        | Mathias Boe Carsten Mogensen |

#### Endrunde
|  | Halbfinale | Halbfinale                   | Halbfinale | Halbfinale | Halbfinale |  |  | Finale | Finale                       | Finale | Finale | Finale |
|  |            |                              |            |            |            |  |  |        |                              |        |        |        |
|  |            |                              |            |            |            |  |  |        |                              |        |        |        |
|  | 4          | Ko Sung-hyun Yoo Yeon-seong  | 21         | 12         | 13         |  |  |        |                              |        |        |        |
|  | 3          | Mathias Boe Carsten Mogensen | 16         | 21         | 21         |  |  |        |                              |        |        |        |
|  |            |                              |            |            |            |  |  | 3      | Mathias Boe Carsten Mogensen | 25     | 21     |        |
|  |            |                              |            |            |            |  |  | 6      | Guo Zhendong Chai Biao       | 23     | 7      |        |
|  | 2          | Jung Jae-sung Lee Yong-dae   | 17         | 18         |            |  |  |        |                              |        |        |        |
|  | 6          | Guo Zhendong Chai Biao       | 21         | 21         |            |  |  |        |                              |        |        |        |
|  |            |                              |            |            |            |  |  |        |                              |        |        |        |

### Damendoppel

#### Gruppe 1
| Platz | Name                          | Spiele | Spielverh. | Satzverh. | Ballverh. | Endrunde |
| ----- | ----------------------------- | ------ | ---------- | --------- | --------- | -------- |
| 1     | Wang Xiaoli Yu Yang           | 3      | 3 - 0      | 6 - 0     | 126 - 81  | ja       |
| 2     | Ha Jung-eun Kim Min-jung      | 3      | 1 - 2      | 3 - 4     | 131 - 143 | ja       |
| 3     | Cheng Wen-hsing Chien Yu-chin | 3      | 1 - 2      | 2 - 4     | 106 - 117 |          |
| 4     | Poon Lok Yan Tse Ying Suet    | 3      | 1 - 2      | 2 - 5     | 118 - 140 |          |

Ergebnisse
| Datum             | Nr. |                               | Ergebnis                    |                               |
| ----------------- | --- | ----------------------------- | --------------------------- | ----------------------------- |
| 14. Dezember 2011 | 1   | Ha Jung-eun Kim Min-jung      | 2 : 0 (21-18, 21-18)        | Cheng Wen-hsing Chien Yu-chin |
| 14. Dezember 2011 | 2   | Wang Xiaoli Yu Yang           | 2 : 0 (21-9, 21-11)         | Poon Lok Yan Tse Ying Suet    |
| 15. Dezember 2011 | 3   | Wang Xiaoli Yu Yang           | 2 : 0 (21-17, 21-11)        | Cheng Wen-hsing Chien Yu-chin |
| 15. Dezember 2011 | 4   | Ha Jung-eun Kim Min-jung      | 1 : 2 (23-21, 21-23, 12-21) | Poon Lok Yan Tse Ying Suet    |
| 16. Dezember 2011 | 5   | Cheng Wen-hsing Chien Yu-chin | 2 : 0 (21-16, 21-17)        | Poon Lok Yan Tse Ying Suet    |
| 16. Dezember 2011 | 6   | Wang Xiaoli Yu Yang           | 2 : 0 (21-15, 21-9)         | Ha Jung-eun Kim Min-jung      |

#### Gruppe 2
| Platz | Name                                    | Spiele | Spielverh. | Satzverh. | Ballverh. | Endrunde |
| ----- | --------------------------------------- | ------ | ---------- | --------- | --------- | -------- |
| 1     | Christinna Pedersen Kamilla Rytter Juhl | 3      | 2 - 1      | 5 - 2     | 130 - 114 | ja       |
| 2     | Tian Qing Zhao Yunlei                   | 3      | 2 - 1      | 5 - 3     | 157 - 130 | ja       |
| 3     | Mizuki Fujii Reika Kakiiwa              | 3      | 2 - 1      | 4 - 4     | 142 - 143 |          |
| 4     | Shizuka Matsuo Mami Naito               | 3      | 0 - 3      | 1 - 6     | 95 - 137  |          |

Ergebnisse
| Datum             | Nr. |                            | Ergebnis                    |                                         |
| ----------------- | --- | -------------------------- | --------------------------- | --------------------------------------- |
| 14. Dezember 2011 | 1   | Tian Qing Zhao Yunlei      | 2 : 1 (21-10, 20-22, 21-14) | Christinna Pedersen Kamilla Rytter Juhl |
| 14. Dezember 2011 | 2   | Mizuki Fujii Reika Kakiiwa | 2 : 1 (11-21, 21-17, 21-10) | Shizuka Matsuo Mami Naito               |
| 15. Dezember 2011 | 3   | Tian Qing Zhao Yunlei      | 2 : 0 (21-14, 21-8)         | Shizuka Matsuo Mami Naito               |
| 15. Dezember 2011 | 4   | Mizuki Fujii Reika Kakiiwa | 0 : 2 (13-21, 14-21)        | Christinna Pedersen Kamilla Rytter Juhl |
| 16. Dezember 2011 | 5   | Shizuka Matsuo Mami Naito  | 0 : 2 (12-21, 13-21)        | Christinna Pedersen Kamilla Rytter Juhl |
| 16. Dezember 2011 | 6   | Tian Qing Zhao Yunlei      | 1 : 2 (22-20, 13-21, 18-21) | Mizuki Fujii Reika Kakiiwa              |

#### Endrunde
|  | Halbfinale | Halbfinale                              | Halbfinale | Halbfinale | Halbfinale |  |  | Finale | Finale                   | Finale | Finale | Finale |
|  |            |                                         |            |            |            |  |  |        |                          |        |        |        |
|  |            |                                         |            |            |            |  |  |        |                          |        |        |        |
|  | 1          | Wang Xiaoli Yu Yang                     |            |            |            |  |  |        |                          |        |        |        |
|  | 2          | Tian Qing Zhao Yunlei                   | w.o.       |            |            |  |  |        |                          |        |        |        |
|  |            |                                         |            |            |            |  |  | 1      | Wang Xiaoli Yu Yang      | 21     | 21     |        |
|  |            |                                         |            |            |            |  |  | 4      | Ha Jung-eun Kim Min-jung | 8      | 12     |        |
|  | 7          | Christinna Pedersen Kamilla Rytter Juhl | 21         | 18         |            |  |  |        |                          |        |        |        |
|  | 4          | Ha Jung-eun Kim Min-jung                | 23         | 21         |            |  |  |        |                          |        |        |        |
|  |            |                                         |            |            |            |  |  |        |                          |        |        |        |

### Mixed

#### Gruppe 1
| Platz | Name                          | Spiele | Spielverh. | Satzverh. | Ballverh. | Endrunde |
| ----- | ----------------------------- | ------ | ---------- | --------- | --------- | -------- |
| 1     | Zhang Nan Zhao Yunlei         | 3      | 3 - 0      | 6 - 2     | 163 - 139 | ja       |
| 2     | Xu Chen Ma Jin                | 3      | 2 - 1      | 5 - 3     | 159 - 129 | ja       |
| 3     | Tontowi Ahmad Liliyana Natsir | 3      | 1 - 2      | 4 - 4     | 144 - 142 |          |
| 4     | Robert Blair Gabrielle White  | 3      | 0 - 3      | 0 - 6     | 70 - 126  |          |

Ergebnisse
| Datum             | Nr. |                               | Ergebnis                    |                               |
| ----------------- | --- | ----------------------------- | --------------------------- | ----------------------------- |
| 14. Dezember 2011 | 1   | Zhang Nan Zhao Yunlei         | 2 : 1 (21-18, 19-21, 21-18) | Xu Chen Ma Jin                |
| 14. Dezember 2011 | 2   | Tontowi Ahmad Liliyana Natsir | 2 : 0 (21-10, 21-12)        | Robert Blair Gabrielle White  |
| 15. Dezember 2011 | 3   | Zhang Nan Zhao Yunlei         | 2 : 0 (21-10, 21-18)        | Robert Blair Gabrielle White  |
| 15. Dezember 2011 | 4   | Xu Chen Ma Jin                | 2 : 1 (17-21, 21-7, 22-20)  | Tontowi Ahmad Liliyana Natsir |
| 16. Dezember 2011 | 5   | Zhang Nan Zhao Yunlei         | 2 : 1 (21-19, 18-21, 21-14) | Tontowi Ahmad Liliyana Natsir |
| 16. Dezember 2011 | 6   | Xu Chen Ma Jin                | 2 : 0 (21-12, 21-8)         | Robert Blair Gabrielle White  |

#### Gruppe 2
| Platz | Name                                        | Spiele | Spielverh. | Satzverh. | Ballverh. | Endrunde |
| ----- | ------------------------------------------- | ------ | ---------- | --------- | --------- | -------- |
| 1     | Joachim Fischer Nielsen Christinna Pedersen | 3      | 3 - 0      | 6 - 0     | 126 - 97  | ja       |
| 2     | Shintaro Ikeda Reiko Shiota                 | 3      | 1 - 2      | 3 - 4     | 124 - 135 | ja       |
| 3     | Chen Hung-ling Cheng Wen-hsing              | 3      | 1 - 2      | 3 - 5     | 147 - 153 |          |
| 4     | Sudket Prapakamol Saralee Thungthongkam     | 3      | 1 - 2      | 2 - 5     | 121 - 133 |          |

Ergebnisse
| Datum             | Nr. |                                             | Ergebnis                    |                                         |
| ----------------- | --- | ------------------------------------------- | --------------------------- | --------------------------------------- |
| 14. Dezember 2011 | 1   | Joachim Fischer Nielsen Christinna Pedersen | 2 : 0 (21-15, 21-17)        | Sudket Prapakamol Saralee Thungthongkam |
| 14. Dezember 2011 | 2   | Chen Hung-ling Cheng Wen-hsing              | 2 : 1 (19-21, 21-16, 21-17) | Shintaro Ikeda Reiko Shiota             |
| 15. Dezember 2011 | 3   | Joachim Fischer Nielsen Christinna Pedersen | 2 : 0 (21-15, 21-13)        | Shintaro Ikeda Reiko Shiota             |
| 15. Dezember 2011 | 4   | Chen Hung-ling Cheng Wen-hsing              | 1 : 2 (21-15, 16-21, 12-21) | Sudket Prapakamol Saralee Thungthongkam |
| 16. Dezember 2011 | 5   | Joachim Fischer Nielsen Christinna Pedersen | 2 : 0 (21-19, 21-18)        | Chen Hung-ling Cheng Wen-hsing          |
| 16. Dezember 2011 | 6   | Sudket Prapakamol Saralee Thungthongkam     | 0 : 2 (14-21, 18-21)        | Shintaro Ikeda Reiko Shiota             |

#### Endrunde
|  | Halbfinale | Halbfinale                                  | Halbfinale | Halbfinale | Halbfinale |  |  | Finale | Finale                | Finale | Finale | Finale |
|  |            |                                             |            |            |            |  |  |        |                       |        |        |        |
|  |            |                                             |            |            |            |  |  |        |                       |        |        |        |
|  | 1          | Zhang Nan Zhao Yunlei                       | 21         | 21         |            |  |  |        |                       |        |        |        |
|  | 8          | Shintaro Ikeda Reiko Shiota                 | 17         | 11         |            |  |  |        |                       |        |        |        |
|  |            |                                             |            |            |            |  |  | 1      | Zhang Nan Zhao Yunlei | 21     | 21     |        |
|  |            |                                             |            |            |            |  |  | 3      | Xu Chen Ma Jin        | 13     | 15     |        |
|  | 2          | Joachim Fischer Nielsen Christinna Pedersen | 19         | 14         |            |  |  |        |                       |        |        |        |
|  | 3          | Xu Chen Ma Jin                              | 21         | 21         |            |  |  |        |                       |        |        |        |
|  |            |                                             |            |            |            |  |  |        |                       |        |        |        |